# Денеш Дібус
Денеш Дібус (угор. Dibusz Dénes, нар. 16 листопада 1990, Печ) — угорський футболіст, воротар клубу «Ференцварош» та збірної Угорщини.
Чемпіон Угорщини.

## Клубна кар'єра
Народився 16 листопада 1990 року в місті Печ. Вихованець футбольної школи клубу «Печ». З 2008 року почав залучатися до складу основної команди цього клубу, проте дебютував у дорослому футболі лише в наступному році, граючи на умовах оренди за нижчоліговий «Барч». 2010 року повернувся до «Печа» і 21 серпня уперше вийшов на поле у складі його головної команди. Відтоді, попри молодий вік, став основним голкіпером «Печа».
На початку 2014 року перейшов до одного з провідних угорських клубів, «Ференцвароша», в якому також зарезервував за собою місце основного воротаря.

## Виступи за збірні
2012 року викликався до лав молодіжної збірної Угорщини, у складі якої, утім, так й не дебютував.
2014 року дебютував в офіційних матчах у складі національної збірної Угорщини. У травні 2016 був включений до її заявки для участі у фінальній частині чемпіонату Європи у Франції як один з дублерів багаторічного незмінного основного голкіпера угорців Габора Кірая.

## Титули і досягнення
- Чемпіон Угорщини (8):

«Ференцварош»:  2015–16, 2018–19, 2019–20, 2020–21, 2021–22, 2022–23, 2023–24, 2024–25
- Володар Кубка Угорщини (4):

«Ференцварош»:  2014–15, 2015–16, 2016–17, 2021–22
- Володар Кубка угорської ліги (1):

«Ференцварош»:  2014–15
- Володар Суперкубка Угорщини (1):

«Ференцварош»:  2015